# داريل ألومس
داريل ألومس (بالإنجليزية: Darrell Allums)‏ مواليد 12 سبتمبر 1958 في لوس أنجلوس، هو لاعب كرة سلة أمريكي معتزل. بدأ مسيرته الاحترافية في سنة 1980. تم اختياره من قبل فريق دالاس مافيريكس خلال الدرافت. حمل الرقم 32. يبلغ طوله 6 قدم 9 بوصة (2.1 م). اعتزل اللعب في 1981.

## روابط خارجية
- داريل ألومس على موقع إن بي أي (الإنجليزية)
- داريل ألومس على موقع سبورتس رفرنس (الإنجليزية)
- داريل ألومس على موقع كلية كرة السلة في سبورتس رفرنس.كوم (الإنجليزية)
- داريل ألومس على موقع ريلجم (الإنجليزية)
- داريل ألومس على موقع بروبوليرز (الإنجليزية)